# Batalla de Boquerón (1932)
La batalla de Boquerón fue la primera batalla de la Guerra del Chaco, entre Bolivia y Paraguay. Se libró desde el 9 al 29 de septiembre de 1932 en torno al fortín Boquerón y una zona en forma de arco, de 10-11 km de profundidad, que va desde el fortín Ramírez hasta el fortín Yujra. Culminó con la recuperación del fortín por parte del ejército paraguayo, la captura de sus ocupantes, la caída de los fortines circundantes y la retirada hacia el fortín Arce de las fuerzas bolivianas que intentaban prestar ayuda desde el exterior al fortín Boquerón.

## Antecedentes
- Julio de 1932

El 5 de julio la delegación paraguaya se retiró de la conferencia en Washington debido al "incalificable" ataque boliviano al fortín Carlos Antonio López en Pitiantuta. Este ataque se realizó el 15 de junio mientras, a pedido de Bolivia, se estaban realizando conversaciones para firmar un pacto de no agresión en el Chaco. (Vid. Incidente de laguna Pitiantuta).
Un mes después del ataque, el 15 de julio, las fuerzas paraguayas desalojaron a los bolivianos del fortín Carlos A. López. En represalia el presidente Salamanca ordenó la captura de tres fortines paraguayos:Corrales, Toledo y Boquerón.
El coronel boliviano Enrique Peñaranda ocupó el 27 de julio el fortín paraguayo Corrales, el día 28 el fortín Toledo, y el día 31 el teniente coronel Luis Emilio Aguirre ocupó el fortín paraguayo Boquerón. Todas estas operaciones militares se hicieron ante fuerzas paraguayas escasas que se retiraron sin ofrecer resistencia salvo en la emboscada planeada mucho antes por el teniente paraguayo Heriberto Florentín en Boquerón y que fue ejecutada por el teniente Eulalio Facetti que le costó la vida a Aguirre y a varios oficiales y soldados que fueron acribillados mientras estaban izando la bandera boliviana en el centro del fortín creyendo que los paraguayos se habían retirado del lugar. 

“Nadie se preocupaba por explorar o reconocer los alrededores fuera de la patrulla [boliviana] que siguió a los que huían hacia Isla-Poí [...] una multitud abirragada se había congregado en la placita, atronando con sus cantos, vítores y hurras [...] Mientras tanto de nuestro lado la expectativa era enorme [...] Cada soldado, cada tirador, embelezado y perplejo ante semejante cuadro no atinaba a fijar la puntería sobre un blanco determinado [...] Un trío de jefes a caballo apareció del lado de Yujra y su presencia fue saludada con grandes ovaciones. Entonces di la señal [...] Todas las ametralladoras y todos los fusiles abrieron fuego simultáneamente [...]La sorpresa fue total sembrando la muerte y el pánico". Teniente paraguayo Facetti en (Querejazu Calvo, 1981, p. 57)

- Agosto de 1932

El 3 de agosto se produjo una declaración continental por la cual las naciones americanas comunicaron a Bolivia y Paraguay que no reconocerían en el Chaco ninguna posesión territorial que no fuera obtenida por medios pacíficos. Esta declaración se dirigía esencialmente a Bolivia en la creencia de que esta pulverizaría fácilmente a Paraguay. Pese a esta advertencia, el día 7, fuerzas bolivianas ocuparon el fortín paraguayo Carayá bautizándolo Huijay como parte del plan del general Quintanilla, comandante del Primer Cuerpo boliviano, de avanzar hacia Isla Poí, base de operaciones del ejército paraguayo.
Previendo el fracaso de las negociaciones diplomáticas entre Bolivia y Paraguay debido a la dura posición del gobierno de Salamanca de no devolver los tres fortines capturados,  el comando boliviano mejoró las defensas de Boquerón. Se construyeron "chapapas" (trincheras cubiertas al nivel del suelo), nidos de ametralladoras camuflados y en todo el sector de pajonales y montes se abrieron campos de tiro para facilitar el fuego medido y calibrado. Al mismo efecto se quemaron los pastizales alrededor del fortín.
Sin conocer la masiva y veloz movilización del ejército paraguayo, el comandante del ejército boliviano, general Osorio,  informó al comandante del Primer Cuerpo de Ejército en el Chaco,  general Carlos Quintanilla, que tenía "datos fidedignos [de] que la mentalidad del comando paraguayo es aniquilarnos a fuerza de frecuentes emboscadas, pequeñas y grandes”. 
El 17 de agosto, en el mismo momento en que Osorio advertía a Quintanilla “Asegure defensa de Boquerón que probablemente mañana será atacado por Huijay e Isla Poí […]”, fuerzas paraguayas recuperaron preventivamente el fortín Huijay, defendido por el mayor boliviano Raimundo Cárdenas quien en dudosa actitud abandonó a su tropa y se refugió en Boquerón siendo recriminado por el teniente coronel Marzana a cargo de ese fortín.
En su cifrado N.º 1925, el general Quintanilla, en represalia por la pérdida de Huijay, solicitó a Osorio el permiso para ocupar el fortín Nanawa con los regimientos "Ayacucho", "Azurduy" y dos compañías del batallón Lairana del RI-14 (pertenecientes a la 7.ª División) y, una vez que llegara el regimiento RI-15, preparar un ataque hacia Isla Poí. Esta solicitud lo hizo agregando que se vería obligado a pedir su reemplazo si el Estado Mayor General no aprobaba el pedido que él proponía.

"Así Quintanilla, el General de las Represalias, movido un tanto por la orden presidencial y más por sus ansias locas por popularizarse [...] obteniendo triunfos baratos sobre el Paraguay, indirectamente cooperó [...] para precipitar al inerme pueblo boliviano a la vorágine del Chaco". Teniente coronel boliviano Tabera (1979, p. 54)

Osorio le respondió que había causado "malísima impresión" al presidente Salamanca la facilidad con que los paraguayos retomaron el fortín Huijay y que este no autorizaba el ataque a Nanawa por razones diplomáticas.
El 22 de agosto Osorio firmó la orden de "no abandonar Boquerón de ninguna manera prefiriendo morir en su defensa antes que dar parte de retirada". Justificó la orden en dos razones: quebrar la moral del enemigo, y desmentir la propaganda paraguaya sobre la incapacidad del ejército boliviano. 
Debido al fracaso en la utilización de camiones para trasladar fuerzas desde Villamontes hacia el sudeste chaqueño, en una reunión del 23 de agosto, Salamanca acordó con Osorio que estos marcharían a pie en secciones de 200 soldados cada dos días previéndose en el trayecto las etapas de alimentación y descanso necesarias.
A fines de agosto el gobierno boliviano intentó justificar la no devolución de los fortines capturados y de paso amedrentar al Paraguay diciendo que si devolvía los fortines 

"se producirían trastornos en su política interna y derrocado el [actual] Gobierno sería sustituido por otro más intransigente y guerrerista". (Paraguay. Ministerio de Relaciones Exteriores, 1933, p. 240)

- Septiembre de 1932

El día 3, Quintanilla recibió una importante información de su amigo personal Jorge Alemán de visita en el fortín Muñoz. Alemán era un comerciante argentino que desde Formosa (Argentina) proveía de alimentos, combustibles y repuestos de camiones a la 4.ª División boliviana con asiento en el fortín Arce: 

"[Alemán le advirtió que] Paraguay tenía fuertes concentraciones de tropas desde Casado a Isla Poí y que en próximos días desencadenaría su ofensiva sobre Boquerón con 6000 hombres [...]". Información del comerciante formoseño Jorge Alemán al general Quintanilla en (Antezana Villagrán, 1981, p. 100)

La respuesta de Quintanilla no fue alertar al general Osorio en La Paz sino negar rotundamente esa posibilidad en función de sus propias limitaciones: "¡Ni nosotros podemos poner en el Chaco 5000 hombres y el Paraguay va a atacarnos con 6000 [sólo en Boquerón], usted trata de desmoralizarnos!" le respondió Quintanilla.
El día 7, el teniente coronel José Félix Estigarribia, comandante de las fuerzas paraguayas, inició la marcha de aproximación desde Isla Poí con un contingente de 5000 combatientes cuyo primer objetivo era recuperar el fortín Boquerón. La aviación boliviana atacó a estas fuerzas que avanzaban hacia Boquerón.  La orden que recibió el teniente coronel Manuel Marzana fue terminante: "El destacamento tiene la misión de defender sus posiciones sin abandonarlas bajo ningún pretexto". Esta orden, que respondía a razones políticas, selló la suerte militar de Marzana y sus fuerzas.

## La batalla por el fortín y sus alrededores
- Día 9

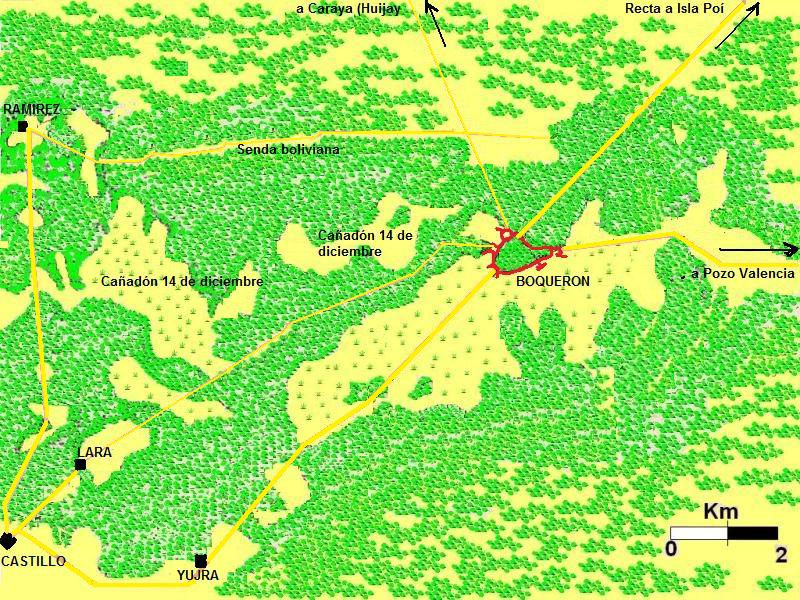
Teatro de operaciones batalla de Boquerón y alrededores

Dos Divisiones paraguayas, la 1.ª al mando del mayor Carlos Fernández y la 2.ª al mando del teniente coronel Luis Ayala, con un total de 5000 hombres atacaron a la 4.ª y 7.ª División bolivianas con un total de 4000 hombres al mando del general Quintanilla dispersas en una amplia zona que cubría los fortines Muñoz, Saavedra, Toledo, Arce, Castillo, Yujra, Lara, Ramírez y Boquerón. En días posteriores ambos ejércitos recibieron nuevos refuerzos. A las 05:30 de la mañana, la artillería paraguaya abrió fuego sobre el fortín Boquerón provocando las primeras bajas bolivianas.  A las 07:00 comenzó el ataque paraguayo encabezado por el regimiento "Curupayty", desalojado de Boquerón el 31 de julio, y que pidió el honor de atacar primero. A los 100 metros de distancia el fuego sistemático y preciso de las ametralladoras y fusilería boliviana detuvo el ataque. Cayeron muchos jinetes con sus cabalgaduras y decenas de muertos quedaron en el campo de nadie. Los artilleros del fortín sorprendieron por la espalda a fuerzas paraguayas que atacaron desde el suroeste, justo entre su posición y las trincheras del reducto, causando numerosas bajas. Reiniciado el fuego de artillería, los paraguayos lanzaron un nuevo asalto. El ataque frontal fue rechazado con gran cantidad de bajas para los atacantes.
Ataques posteriores sólo obtuvieron el mismo resultado. En el fortín una veintena de efectivos bolivianos resultaron víctimas de la artillería. El ataque frontal paraguayo fracasó por la inexperiencia en este tipo de ataque a lo que se sumó la desorganizada provisión de agua que debía traerse de Isla Poí y que no alcanzaba para satisfacer la sed de tantos soldados, obligando a muchos de ellos a abandonar las líneas para proveerse de ese vital elemento. Por igual razón las fuerzas de caballería tuvieron que desprenderse de los caballos.
Sin embargo, ni el coronel Marzana en Boquerón, ni el coronel Francisco Peña en Arce ni el general Quintanilla en Muñoz se dieron cuenta de que estaban enfrentando a una parte importante del ejército paraguayo cuyo objetivo no era sólo la recuperación del fortín sino la destrucción de todo el Primer Cuerpo del ejército boliviano. Un mes y medio atrás se habían capturado tres fortines defendidos por muy pocos paraguayos y era difícil suponer que ahora vinieran por miles para retomar el fortín Boquerón. Los servicios de inteligencia y el Estado Mayor boliviano desconocían que el Paraguay había completado su movilización general en tiempo récord iniciando una ofensiva militar en una escala sin precedente en el Chaco. Esa noche Marzana envió el siguiente parte a su jefe, el coronel Peña: 

"Después de 15 horas de reñida y heroica resistencia, rechazamos enérgicamente a las fuerzas paraguayas que se retiran precipitada y desordenadamente, dejando numerosas bajas...". Parte de Marzana a Peña en (Ayala Moreira, 1959, p. 158)

El historiador boliviano Ayala Moreira consideró que este equivocado parte de Marzana, que tanto Peña como el teniente coronel David Toro reenviaron apresurada y directamente al presidente Salamanca, pasando por sobre Quintanilla, desfiguró la realidad sobre el valor y cantidad de enemigos al que había que enfrentar.
El general Quintanilla no se quedó atrás. 

"[…] nuestras tropas enérgicamente han rechazado a las fuerzas paraguayas […] evaluadas en dos mil hombres […]. Ante nuestra fuerte y enérgica persecución, ellos se retiraron precipitada y desordenadamente […]. Esta derrota paraguaya puede ser considerada a justo título como el desastre más resonado del ejército paraguayo”. General Quintanilla, comandante del Primer Cuerpo Ejército boliviano en (Casabianca y Cantero, 2000, p. 113 vol. 3)

Quintanilla, que también anunció a la prensa el “suicidio” del teniente coronel Estigarribia, no tenía en ese momento ninguna certeza sobre el contenido de este mensaje que envió al Estado Mayor General de La Paz.
- Día 10

Desde las posiciones ocupadas el día anterior, y con mucho más cuidado, el ejército paraguayo atacó el fortín empleando cañones, morteros y armas automáticas. En los alrededores, desde los bordes de los montes e islas, comenzó a controlar los caminos que iban al fortín. El comando paraguayo tuvo especial interés en controlar firmemente la entrada al gran cañadón que se abre a 3 km de Yujra ocupando los bordes e islas en el lado sur. Fue cortada la línea telefónica de 8 km que unía Yucra con Boquerón. Marzana movió los cañones dentro del reducto ante la posibilitad de que fueran copados.
El mayor boliviano Lairana, con la 1.ª y 2.ª compañías del I/RI-14, salió hacia Boquerón con la orden de "limpiar el camino desde Boquerón hacia Isla Poí". Se asumía que los paraguayos habían huido de ese sector según el equivocado informe de Marzana y porque habían llegado a Yujra, sin problemas, dos camiones provenientes de Boquerón con heridos. El coronel Peña desconocía que él mismo corría peligro en su puesto de mando en Yujra por la presencia de patrullas enemigas en los alrededores. Pese a tener un vehículo adelantado como punta de la patrulla, al mando del teniente Luis Hugo Rada, la columna Lairana cayó en una emboscada sobre el camino Yujra-Boquerón en la que murieron la mitad de sus soldados. Lairana y algunos de sus hombres cayeron prisioneros. 
A las 12:00 horas, la 3.ª compañía del I/RI-14 boliviano, al mando del teniente Rosendo Villa, se lanzó al ataque desaprensivamente contra fuerzas superiores y fue aniquilada. La desorganización paraguaya, motivada en algunos casos por la falta de agua, provocó intermitentes claros en el cerco. Así, al anochecer, la 4.ª Compañía del I/RI-14 boliviano, al mando del capitán Tomás Manchego, logró ingresar a Boquerón sin problemas desde el fortín Ramírez. Transportaba alimentos, municiones y dos ametralladoras Vickers, que fueron ubicadas en la denominada "Punta Brava", sector potencialmente vulnerable del fortín. A las 22:00 horas, el mayor Montalvo, con parte del 2.º batallón del RI-14 (II/RI-14), más los sobrevivientes de la unidad de Lairana y fracciones del RC-6, avanzó por el sur preparándose para ingresar al fortín al amanecer del día siguiente. 
El teniente coronel Estigarribia reajustó sus planes, pues informes de prisioneros bolivianos indicaron que el ejército boliviano cuenta en ese momento con 6000 combatientes y 600 oficiales aunque en Boquerón sólo están rodeados 619 hombres: su comandante, un mayor, 4 capitanes, 7 tenientes, 14 subtenientes, 2 médicos, un enfermero, un chofer y soldados.

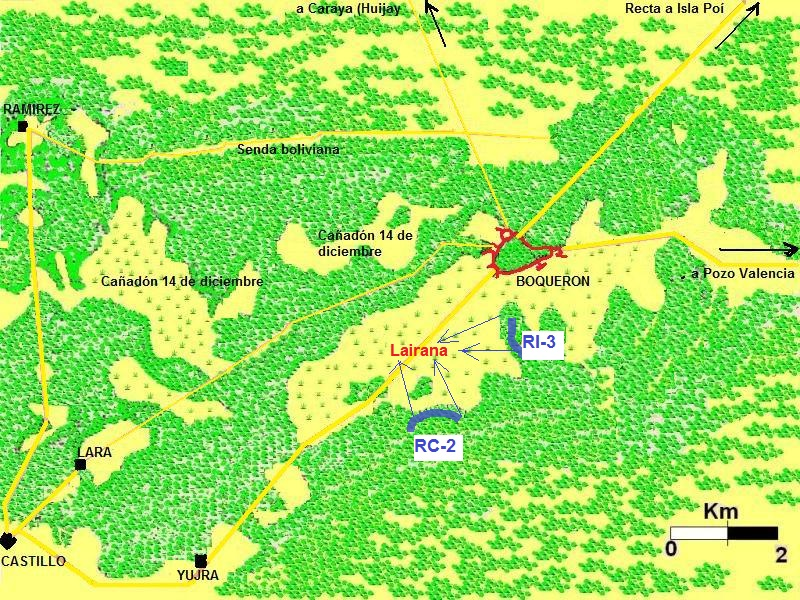
Emboscada al mayor Lairana.
Rojo: fuerzas bolivianas.
Azul: fuerzas paraguayas.

La nueva táctica consistió en plantear un sitio formal con hostigamiento de morteros y ametralladoras en tanto que las acciones principales se trasladaron más allá del fortín. Pero el principal enemigo que seguía enfrentando el ejército paraguayo no eran los bolivianos sino la aridez de toda la zona lindante a Boquerón lo que obligaba a la provisión de agua desde Isla-Poí, sin contar con la suficiente cantidad de camiones. 

"Empezó la movilización de cuanto carromato mecánico había en la República disponible para el frente. Todos recordamos que no alcanzó a 70 el número de camiones que con nombres jocosos o pintorescos los encontramos destrozados o exhaustos, en los campos de Yucra-Arce-Alihuatá-Platanillos". Capitán paraguayo José Bozzano (1962, p. 31)

A la noche, un mensajero de Marzana se infiltró entre las fuerzas paraguayas llevando un comunicado para el coronel Peña. Allí expuso la situación de los defensores ante el continuo bombardeo y pidió ayuda desde el exterior.
- Día 11

Al amanecer el mayor Montalvo ingresó a Boquerón combatiendo contra las fuerzas que cercaban el fortín
Desde el inicio del ataque paraguayo, el coronel Peña había ordenado al coronel Enrique Peñaranda, ubicado en el sector de los fortines Corrales y Toledo que se moviera con su destacamento hacia Arce-Yujra-Boquerón. El destacamento Peñaranda estaba compuesto por un batallón del RI-5 "Campero" al mando del Mayor Germán Jordán (el resto de este regimiento ya se encontraba en Boquerón con su comandante, el teniente coronel Marzana) y el RI-4 "Loa" (250 hombres) al mando del teniente coronel Walter Méndez (alias el "tigre rubio") al que se le unió un escuadrón (100 hombres) del RC-6 "Castrillo" que en el curso de la noche del día 11 llegó a Yujra después de tres días de agotadora marcha. Este escuadrón del RC-6 (regimiento que estaba al mando del mayor Óscar Moscoso) había viajado 40 días desde su cuartel en Cochabamba conducido por el teniente Germán Busch, dejando sus caballos extenuados en Muñoz. Estas fuerzas reforzaron las defensas de Yucra y el camino hacia Boquerón en donde repelieron diversos ataques de los regimientos paraguayos "Curupayty" y "Corrales". La falta de agua afectó a ambos bandos, especialmente a las fuerzas paraguayas.
Desde Yujra, por un camino diferente, partió rumbo a Boquerón el capitán Víctor Ustárez con 58 hombres del "Loa" como vanguardia del destacamento Peñaranda.  A las 21:00 horas, esa fuerza, por su pequeño tamaño, ingresó al fortín sin ser detectada. No ocurrió lo mismo con el destacamento Peñaranda que fue detenido por los regimientos "Corrales" e "Ytororó" a mitad de camino. Desde el fortín Arce, el impaciente coronel Peña le ordenó a Peñaranda: 

Extráñame mucho que su destacamento no se encuentre ya en Boquerón. Lo responsabilizaré por incumplimiento de mi orden...Llene usted su misión arrollando todo obstáculo que encuentre a su paso. Peña a Peñaranda en (Querejazu Calvo, 1981, p. 81)

El cerco paraguayo sobre los alrededores del fortín y los caminos de acceso no era total, pero fue mejorando paulatinamente en detrimento de las fuerzas que querían ingresar o salir de Boquerón.
- Día 12

El plan de Estigarribia fue tardíamente descubierto por Marzana, quien ordenó consecuentemente el ahorro de municiones, comida y agua.

"Vista del exterior, la situación de los defensores del fortín Boquerón a los ojos del profano podría parecer haber sido contenida después de tres jornadas de ataques violentos [...]. Pero la realidad era muy diferente [...] Enseguida Marzana se había dado cuenta de que la táctica realizada por Estigarribia lo llevaría en un término más o menos corto a tener que contar sólo con él mismo". Historiadores  Casabianca y Boselli Cantero (2000, p. 126 vol. 3)

Marzana decidió enviar una patrulla de reconocimiento para saber qué ocurría fuera de Boquerón. A las 10:00 horas salió el capitán Víctor Ustárez acompañado del subteniente Julio Murillo y 50 hombres para tomar contacto con Yujra, el fortín más cercano. Ustárez, el oficial con más experiencia y conocimiento del monte chaqueño, cayó en una emboscada a escasos 1500 metros de Boquerón siendo ametrallado por fuerzas del cabo Patricio Colman del regimiento "Corrales" al ser detectado detrás de un árbol cuando dirigía a sus soldados con un silbato.  
El fuego de hostigamiento, especialmente de morteros (que Marzana creyó que eran cañones de largo alcance), continuó incesantemente y en este día se registraron una decena de bajas. Un sorpresivo ataque de sondeo paraguayo realizado al anochecer terminó siendo desbaratado.
Con unidades que van completando su marcha de aproximación, el ejército paraguayo reforzó sus líneas de ataque alrededor de Boquerón y de emboscadas en toda la zona circundante. Las fuerzas bolivianas al mando de Peñaranda, atrincheradas delante de Yujra, atacaron hacia Boquerón sin poder romper el cerco enemigo. La fuerza de Peñaranda siguió aumentando con la llegada del resto del RC-6 (365 soldados). 
La aviación boliviana bombardeó a las fuerzas enemigas en el camino que viene de Isla Poí con escasa eficacia debido a que lo hizo a nivel de vuelo y desde gran altura.
En Muñoz, al 4.º día de combate, el general Quintanilla siguió sin tener una idea clara sobre la cantidad e intenciones de las fuerzas enemigas. Los partes de la aviación boliviana aumentaron su confusión: 

Impresión aviación es que enemigo retírase habiendo dejado solo fracciones destinadas proteger retirada y evitar salida nuestras tropas. Urge destacamento Peñaranda ataque vigorosamente esas fracciones para despejar definitivamente [...] todos puntos resistencia enemiga para después efectuar persecución limitada dirección Isla Poí. Mensaje del general Quintanilla al coronel Peña en (Antezana Villagrán, 1981, p. 139 vol. 1)

 Por consiguiente, tropas recién llegadas de los regimientos RI-16 y RI-14, fueron enviadas apresuradampente en columnas motorizadas para "perseguir al enemigo" y cayeron nuevamente en emboscadas sobre el camino Yujra-Boquerón. El mayor Julio Viera que vino desde Muñoz con su destacamento, recibió municiones, ración seca y te en Arce sin bajar de los camiones, luego salió para Yujra y el frente. En pocas horas perdió más del 50% de sus fuerzas y se retiró gravemente herido rumbo a Yujra. Quintanilla advirtió a Peña que esas fuerzas debían rodear y no atacar frontalmente a las "escasas" fuerzas enemigas:

Conviene ordenar que fuerzas Yujra rodeen posiciones enemigas con débil ataque frontal. No se explica [como las] fuertes fuerzas [ de] Yujra háganse amarrar y realicen sólo ataques frontales contra posiciones preparadas, incurriendo [en] grave falta conducción, ayudando [así] al fácil cumplimiento misión [de las] fuerzas enemigas. Si logra rodearse posición enemiga [que tiene] escasas fuerzas [que] la defienden [...]". Mensaje de Quintanilla a Peña en (Vergara Vicuña, 1944, p. 102 vol. 2)

- Días 13 y 14

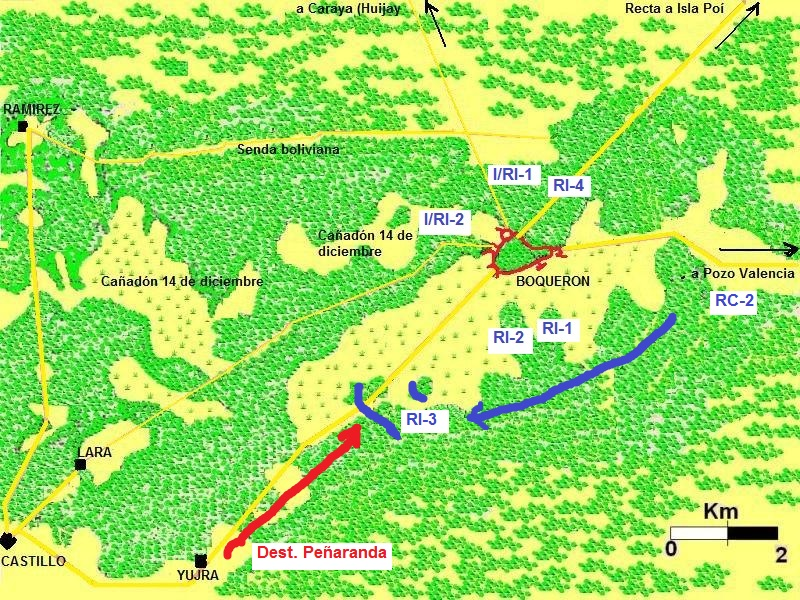
Bloqueo de Peñaranda.
Rojo: fuerzas bolivianas.
Azul: fuerzas paraguayas.

El presidente Salamanca amonestó a Osorio por seguir utilizando camiones para desplazar tropas desde Villamontes al frente sabiendo las comprobadas deficiencias de ese medio y no cumplir con lo acordado en el mes de agosto.
Desde Yujra, a las seis de la mañana, Peñaranda, con efectivos del "Campero" y "Loa", efectuó un nuevo y fuerte ataque pero fue rechazado desde la denominada "Isla del Diablo". Mientras tanto, Boquerón amaneció tranquilo. El movimiento del ejército paraguayo se observó en la polvareda provocada por decenas de camiones que proveen municiones, víveres y sobre todo agua. El ataque de todos los días se realizó por la tarde, con los mismos resultados anteriores: los paraguayos, pese a sus denodados esfuerzos, fueron violentamente rechazados. En esta acción falleció el teniente boliviano Juan de Dios Guzmán Montalvo.
A la noche, Marzana escribió en su diario de campaña: 

La artillería enemiga concentra su fuego sobre nosotros. Nuestros tres cañones contestan de tarde en tarde para no agotar demasiado rápido su escasa munición. La infantería paraguaya hace esfuerzos sobrehumanos para ganar nuestras trincheras [...]. Se han agotado los medicamentos. El ánimo levantado de jefes, oficiales y tropa se mantiene inalterable. Parece que actuáramos en una maniobra y ninguna calamidad nos arredra. Diario de Marzana en (Querejazu Calvo, 1981, p. 38)

Sin embargo, estratégicamente, a partir del día 14, al reducirse dramáticamente el abastecimiento de comida, medicina y municiones que provienen del exterior, el destacamento Marzana ya no tuvo otro destino que rendirse en un plazo relativamente corto, dada la imposibilidad de salir de Boquerón ante un enemigo superior que consolidaba día a día el cerco y el control cada vez mayor de las zonas aledañas y que lo podía aniquilar fácilmente ni bien saliera de la protección de las trincheras y tuviera que recorrer varios kilómetros en una zona infestada de enemigos.
- Días 15 y 16

Tratando de burlar el asedio salió de Boquerón el subteniente Francisco Lazcano Antezana, que al ser descubierto por el enemigo recibió varias heridas que provocaron su muerte. Por su parte el sargento Deheza, a la cabeza de 16 hombres, logró ingresar a Boquerón desde el fortín Castillo.
Peñaranda, en su 5.º día de ataque, reforzado con una parte del "Campero" y una compañía del RI-7, apoyados por una pieza de artillería Schneider MPC2 y una pequeña tanqueta Carden-Loyd, insistió en romper por el sector Yujra, y nuevamente fue rechazado por un enemigo superior y bien posicionado.
Los aviones bolivianos arrojaron cinco bultos conteniendo víveres y municiones. Una parte cayó en el fortín y la otra en las filas enemigas. Muy poco de este socorro pudo aprovecharse, ya que al tirarlos desde muy alto por temor al fuego antiaéreo enemigo, el fuerte impacto los destruyó en un elevado porcentaje. 
Fue herido el capitán John Kenneth Lockhart, ingeniero estadounidense, conductor de la tanqueta Carden-Loyd. Estas tanquetas resultaron de poca utilidad en el denso y caluroso monte chaqueño, al igual que los más pesados tanques Vickers tipo Mk.E (A o B). El Estado Mayor boliviano invirtió muchas libras esterlinas en la compra pese a la oposición de sus propios asesores militares enviados a Inglaterra y que no fueron tenidas en cuenta.
El día 16, a las 09:35 Peña le comunicó al general Quintanilla que Boquerón no tenía munición ni víveres. Más tarde Quintanilla (cifrado 1107) le transmitió al General Osorio en La Paz que la situación era grave por la creciente presión enemiga sobre Yujra. Osorio le contestó: "Queda usted en libertad de resistir o retirarse". Sin embargo, horas después Osorio preguntó: "Por su cifrado 140 hago deducción que tropa Boquerón encuéntrase completamente sitiada. Quiero saber qué medidas ha tomado para romper [el cerco]" confundiendo de esta manera al general Quintanilla.
- Día 17

A las 04:00 horas, los paraguayos reiniciaron sus ataques sobre Boquerón disparando con 8 cañones de 105 mm, 14 de 75 mm y 20 morteros sin causar daños decisivos. 
Ese día llegaron los cadetes de la Escuela Militar del Paraguay para reforzar a las unidades que atacaban Boquerón formando un solo regimiento, el RI-6 "Boquerón". Esa fuerza, comandada por el mayor Arturo Bray, estaba compuesta por 1600 hombres y era considerada la mejor unidad del ejército paraguayo. 
Dictadas las órdenes de ataque, los cadetes, en plena marcha de aproximación hacia el fortín, fueron sorprendidos por un ataque desde la retaguardia que los dispersaron.
Lo que desbarató este ataque paraguayo fue que el destacamento Peñaranda, atrincherado delante de Yujra, tenía adelantada su ala izquierda hasta 2 km de Boquerón. Desde allí, el 17 de septiembre, sin conocer el avance enemigo,  el Batallón Montalvo (II/RI-14) y el escuadrón Eduardo del RC-6, avanzaron nuevamente con el objetivo de ingresar municiones y víveres en el fortín. Estas fuerzas, en su cautelosa progresión, se encontraron sorpresivamente con las espaldas de un batallón del regimiento "Boquerón" en plena maniobra de ataque con frente invertido hacia el fortín. El cadete paraguayo Rogelio Fiore fue hecho prisionero y otros cayeron muertos y heridos.  El resto se retiró arrastrando otro batallón que se encontraba a su izquierda. Por el claro abierto, el batallón Montalvo y el escuadrón Eduardo avanzaron en dos columnas hasta el borde de Boquerón y se desplegaron en líneas paralelas para tratar de mantener abierta la brecha. Sólo ingresaron al fortín los tenientes bolivianos Banegas y Montes con sus secciones.
El regimiento "Ytororó", que se encontraba de reserva, inició un rápido contraataque para cerrar esta imprevista brecha. El combate duró todo el día, logrando los paraguayos aislar a las fuerzas de Montalvo y Eduardo de su retaguardia que estaba a cargo del coronel Walter Méndez.  Tanto Montalvo como Eduardo, viendo que su posición era peligrosa, ingresaron en Boquerón. Sin embargo, como en el fortín había una acuciante escasez de víveres y solo podían permanecer las fuerzas indispensables para la defensa, tuvieron que salir combatiendo contra el regimiento paraguayo "Mongelós" sufriendo considerables bajas y heridos.
Quintanilla le anticipó a Peña que el regimiento RI-15, que había salido 30 días antes desde Bolivia, había llegado a Ballivian y que por fracciones se dirigía hacia Arce. El día 17, Salamanca envió su tercer oficio a Osorio para que acelere el traslado de tropas y deje de usar los camiones para tal fin. Posteriormente Osorio y Quintanilla utilizarán esta demora como justificación de los resultados obtenidos en Boquerón y alrededores.
- Días 18 y 19

Los regimientos bolivianos que intentaron romper el cerco desde afuera fueron los siguientes: 
RI-4 con 200 soldados; RI-5 con 300 soldados; RC-6 con 220 soldados; RC-5 "Lanza" con 110 soldados; RI-7 "Azurduy" con 80 soldados; RI-16 con 500 soldados; Grupo de Artillería Calero con 40 soldados; Grupo de Artillería acompañamiento con 60 soldados. El envío de esta escasa fuerza de 2400 hombres por parte del general Quintanilla se debió a dos razones: a) Estigarribia ordenó a las fuerzas estacionadas en Nanawa (al sur) que realicen ataques demostrativos para fijar ahí la mayor cantidad de tropas bolivianas; b) Quintanilla siguió sin darse cuenta del tamaño de las fuerzas atacantes.
Salieron de Boquerón rumbo al fortín Castillo, distante 11 km, el subteniente N. Grossberger y el cadete Luis Estenssoro Machicado al mando de una fracción de 45 hombres del regimiento "Lanza", y a pocos kilómetros del fortín cayeron en una emboscada del RI-2 "Ytororó". Estenssoro, al verse muy malherido, se suicidó. Nuevamente las fuerzas bolivianas que lograron burlar el cerco propiamente dicho chocaron con fuerzas aún superiores emboscadas cada vez más lejos del fortín Boquerón. Esta salida fue parte de un plan de Quintanilla para sacar a las fuerzas de Marzana en la noche del día 19 por el camino Boquerón-Ramírez, supuestamente el sector más débil del dispositivo paraguayo. Este plan no pudo realizarse por una orden de Osorio de permanecer en Boquerón. Justificó esta medida diciendo que "Evacuar Boquerón, en la actualidad, sería nuestro desastre definitivo ya que no podríamos sostenernos en otro punto". El mayor Moscoso dijo: 

Justamente el menos adecuado para detener al enemigo era Boquerón, donde estábamos obligados, no a defendernos solamente sino a atacar desventajosamente para alimentar a los sitiados. (Guachalla, 1978, p. 76)

El día 19 el coronel Peña transmitió a Quintanilla que sus últimas reservas, y sólo parcialmente, eran la batería Moreno y el regimiento RI-15. De este regimiento sólo había llegado desde Ballivián, tras dos días de desplazamiento, la 5.ª Compañía con la mitad de los soldados sin caramañolas. Además, desde varios días atrás, el abastecimiento de agua a las fuerzas ubicadas en los fortines Castillo, Yujra y Ramírez se estaba haciendo desde el fortín Arce. 
Por otra parte Peña presumía que el enemigo estaba relevando parcialmente sus fuerzas para hacerlas descansar además de seguir sumando nuevos efectivos llegados desde Asunción e informó a sus superiores: 

"la captura de los últimos prisioneros nos demuestra que no están muriendo de hambre y sed los paraguayos". (Arze Quiroga, 1952, p. 174 vol. 2)

- Días 20 y 21

Se nombró al mayor Rafael Franco, uno de los oficiales más capacitados del ejército paraguayo, para que organice el abastecimiento de agua maximizando el uso de los escasos camiones y la posterior distribución entre las unidades.
Por las noches, desafiando el hostigamiento paraguayo, los soldados bolivianos sitiados en Boquerón buscaron proveerse de agua, galletas y municiones de los innumerables cadáveres en estado de putrefacción que estaban abandonados frente a sus posiciones. 
La confianza de los comandos bolivianos comenzó a claudicar a medida que fueron tomando conciencia de la desventajosa situación ante la que se encontraban. El coronel Francisco Peña alertó a su jefe, el general Quintanilla: 

En estos momentos mi División atraviesa una situación muy delicada. Todos los informes que recibo me hacen saber que las tropas se encuentran totalmente desmoralizadas y agotadas. Hemos intentado tres ofensivas con fuerzas frescas, llenas de entusiasmo a objetivos bien definidos, ninguna ha podido ser culminada por la superioridad aplastante del adversario, tanto material como de especial instrucción de combate en el bosque; cualquier nueva ofensiva con los elementos que dispongo seria de resultados negativos, llevando a nuestro personal a un sacrificio estéril. Me permito sugerir buscar una defensa sólida en Arce y una momentánea intervención diplomática para salvar al destacamento Marzana en Boquerón y completar nuestra preparación. Informe de Peña a Quintanilla en (Arze Quiroga, 1952, p. 159)

 Este escueto y excelente informe de situación del coronel Peña reunió todos los elementos tácticos y estratégicos que explicarían los posteriores tres meses del avance paraguayo hacia Saavedra.
En su edición del día 20, el periódico "El Diario" de la Paz afirmó que una de las enseñanzas de la Primera Guerra Mundial había sido "la necesidad imprescindible de un comando único" y propuso la "necesidad imperiosa de centralizar el comando en el jefe del Estado Mayor General", es decir, en Osorio, dando a entender que eran varios los que se inmiscuían en las operaciones militares complicando su ejecución.
La propuesta boliviana de una tregua y la de la Comisión de Neutrales de enviar una delegación militar para supervisar su cumplimiento fue rechazada por Paraguay. Alegó que en el Chaco era prácticamente imposible ese control y que no estaba “dispuesto a facilitar el plan bélico de Bolivia”.  Señaló además que no daba curso a una tregua sin garantías ni aceptaba la calificación boliviana de Paraguay como ¨país agresor¨ porque se considera 

con el derecho y con el deber de velar por su propia seguridad. Y en esta actitud [ Paraguay] no puede ser declarado país agresor porque esta calificación debe estar fundada en los hechos que precedieron a la contienda actual […] Bolivia retiene aun varios fortines paraguayos y es, en consecuencia, un país invasor. Y no es posible que en virtud de un criterio arbitrario el país invadido precisamente durante la celebración de una conferencia sobre un pacto de no agresión, resulte ahora convertido en agresor. (Paraguay. Ministerio de Relaciones Exteriores, 1933, p. 281/282)

- Días 22 y 23

Peña informó a Quintanilla que Boquerón podía sostenerse dos días más y que lo que suceda después de su caída dependerá del espíritu ofensivo paraguayo. El día 22, a las 14:40, el general Quintanilla advertíó a Peña que el abandono de Boquerón no debía hacerse antes de la noche del día 23.
En la noche del día 21 al 22, los tenientes Germán Busch y Arturo Montes, con 15 soldados del RC-6, se retiraron por la picada Boquerón-Yujra. 

"Empezamos nuestro retiro […] Paso por medio de una lluvia de balas. Sigue la masacre. Aumenta peligrosamente el número de muertos[…]. Por  fin logramos pasar toda la zona donde se encontraba el enemigo y llegamos al Comando. Todos pedíamos pan y agua. Ya no éramos los muchachos entusiastas y fuertes que salimos de Oruro. No éramos más que sus espectros. Todos queríamos irnos". Diario del teniente boliviano Germán Busch en (Brockmann, 2007, p. 218)

La aviación boliviana continuó lanzando víveres y municiones que se perdieron en gran parte al impactar en tierra o caer en poder del enemigo. Los médicos bolivianos Eduardo Brito y Alberto Torrico ya no pudieron atender a los enfermos y heridos por falta de drogas y elementos de curación. Se hizo cada vez más angustiosa la falta de agua y víveres. 
El general Quintanilla transmitió al Estado Mayor en La Paz que Boquerón podía sostenerse hasta el día 23 a la noche y ordenó al coronel Peña que tomara medidas para que Marzana abandone el fortín el día 25.
Evaluando la difícil situación militar el gobierno boliviano intentó una última salida diplomática. Se dirigió a la Comisión de Neutrales diciendo que estaba dispuesto a aceptar el cese del fuego en Boquerón a partir del día 24 a las 12:00 horas. La Comisión le respondió que la propuesta hecha oportunamente a las partes se refería al cese de las hostilidades en todo el Chaco.
- Días 24 y 25

El general Quintanilla anuló la orden de evacuar Boquerón dada a Peña el día anterior. Los combates se mantuvieron con la misma intensidad. El ejército paraguayo aumentó sus efectivos que llegan a más de 14 000 hombres ubicados más allá del fortín, sobre todo en los caminos que van a Yujra, Castillo, Lara y Ramírez. Es evidente que Estigarribia ya piensa en el fortín Arce. En el exterior del cerco, los soldados bolivianos de la 4.ª y 7.ª División continuaron su intento de prestar ayuda a los sitiados. El general Quintanilla rogó al coronel Peña un último esfuerzo antes de abandonar Boquerón sin saber que las fuerzas de la 4.ª División luego de fracasar nuevamente en capturar las islas ocupadas por el enemigo estaban en retirada. La táctica de las fuerzas paraguayas era ocupar los bordes de las islas desde donde batían a los atacantes hasta que estos se acercaban a los 50 metros, luego se retiraban dentro del monte donde transformaban el combate en una serie de emboscadas. Los aviones siguieron lanzando víveres y municiones sobre el fortín con los resultados conocidos.
El ejército paraguayo controló completamente las incursiones bolivianas hacia Boquerón y aseguró el cerco. El interés de Estigarribia se centró en producir el mayor desgaste posible en las fuerzas que intentaban acudir en socorro de los sitiados. Sin embargo, existió impaciencia por capturar el fortín: Un informe indicó que el agua de la laguna de Isla Poí se estaba descomponiendo rápidamente afectando de disentería a los soldados, por lo que el suministro debería hacerse desde el puerto Casado, sobre el río Paraguay, alargando la logística en 230 kilómetros. Por otro lado, la finalización de la movilización del ejército boliviano, que estaba prevista para fines de diciembre, obligaba a seguir avanzando hacia Arce-Muñoz para abandonar, además, la aridez del hinterland que rodeaba a Boquerón. Se planificó un asalto decisivo concentrando en un punto 2000 hombres que apoyados por la artillería debían abrir una brecha de 200 metros.
- Día 26

Como estaba previsto, se inició en la mañana el ataque definitivo sobre Boquerón. Se concentraron los fuegos en un frente de 200 metros y al cabo de quince minutos, fracciones de tropas paraguayas en audaz avance se apoderaron de pocos metros de trincheras. Los defensores lograron mantener las líneas principales. La artillería paraguaya, que tenía la misión de destruir los reductos, no concentró sus disparos sobre el punto de ruptura sino que los diluyó en todos los sectores, no sin causar bajas. Una granada de mortero alcanzó al subteniente boliviano Luis Reynolds Eguía, cuando trataba de desalojar al enemigo que había ocupado un sector de las trincheras. En muchos lugares los atacantes llegaron a menos de 50 metros.
Los defensores de Boquerón, afectados por la deshidratación, hambrientos y faltos de municiones, comenzaron a desesperarse. Los pocos víveres y pertrechos que lanzaron los aviones, no aliviaron en nada esa difícil situación.
- Día 27

A las 05:50 horas el coronel Peña puso en conocimiento de Quintanilla que sus fuerzas ya no estaban en condiciones de atacar hacia Boquerón salvo una acción demostrativa para distraer a las fuerzas paraguayas y ayudar a los cercados a escapar del fortín: 

Como ve usted señor general, nuestra situación para colaborar a la salida del destacamento Marzana, en relación al día 24 del presente, en que ya se dictó la orden de abandono, ha variado desfavorablemente para nosotros. (Arze Quiroga, 1952, p. 207 vol. 2)

Marzana ordenó al capitán Luis Rivero que, con una pequeña fracción de soldados, saliera hacia Yujra. Fue evidente que desconocía la magnitud que había alcanzado el control enemigo alrededor de Boquerón y mucho menos la presión que este ya estaba realizando a varios kilómetros de distancia sobre todos los fortines aledaños. Rivero trató de romper el cerco, fue rodeado y murió con todos sus subordinados.
Este día el capellán Luis Alberto Tapia sobrevoló el fortín y lanzó una proclama a los defensores de Boquerón.
Se realizó una reunión de siete generales en Muñoz. Estuvieron presentes el viejo general Ismael Montes, expresidente de Bolivia; el general Filiberto Osorio, comandante en Jefe del Ejército; el general Carlos Quintanilla, comandante del Primer Cuerpo de Ejército en el Chaco y el teniente coronel Bernardino Bilbao Rioja, inspector de aviación, entre otros. En una acalorada discusión destinada a repartir culpas, Bilbao Rioja llegó a sacar una pistola apoyándola sobre la cabeza de Quintanilla.
Finalmente se comunicó a Marzana que debía quedarse diez días más con la promesa de que lo liberarían con un ataque masivo. La suerte de Marzana ya estaba echada:
1. En Boquerón, los defensores estaban exhaustos por la sed, el hambre, una lucha de 18 días y casi sin municiones, por lo tanto no podían ni ayudar desde adentro ni salir por sus propios medios.
2. Aún reuniendo todas las fuerzas bolivianas en el Chaco, lo que era imposible, era muy tarde para enfrentar a un enemigo cada vez más poderoso y que había tenido tiempo de consolidar el control de la zona exterior del fortín, el cerco del mismo y que ya preparaba su avance sobre los fortines circundantes.
3. Los soldados y oficiales bolivianos estaban agotados y desmoralizados. Muchos regimientos estaban al borde de la insubordinación y el desbande.

Murió en Boquerón el capitán Tomás Manchego, otro experimentado oficial boliviano. En diciembre de 1928, siendo subteniente, había caído prisionero de los paraguayos durante el incidente del fortín Vanguardia y liberado en mayo de 1929 después de 5 meses de cautiverio. Había conducido la 4.ª Compañía (C-4) del I/RI-14 que ocupó el fortín paraguayo Rojas Silva (Falcón) el 6 de septiembre, tres días antes del ataque paraguayo sobre Boquerón.
- Días 28 y 29

El día 28, las agotadas fuerzas bolivianas ubicadas entre Boquerón y Lara-Castillo, presionadas por el enemigo, comenzaron la retirada: 

Lo primero que hice fue tratar de incorporarme a mi unidad [...] pues esta se retiraba y acá supe de que el enemigo había atacado y rodeado al Comando [...] donde todo era confusión y desorden [...] la situación era muy grave, por la tarde empezó nuestra retirada, extenuados por la sed a las 6 horas llegamos a puesto Lara y luego pasamos a Castillo donde pude tomar un poco de agua. Diario del teniente boliviano Germán Busch en (Céspedes Toro, 2000, p. 153)

En la tarde del día 28,  Marzana reunió a la oficialidad para tratar la capitulación de la plaza y solicitar al enemigo que le permita y otorgue los medios para retirarse con sus tropas a causa de la falta de víveres, municiones y las lamentables condiciones físicas y sanitarias. Durante el día, el general Montes sobrevoló Boquerón y mediante mensajes exhortó a mantener la defensa diez días más, asegurándoles la victoria contra las fuerzas enemigas. El tajamar, que apenas abastecía las necesidades de los defensores, cayó bajo el control de los francotiradores paraguayos y fue contaminado por los cadáveres de los que se arriesgaron a proveerse de agua. 
En la noche del 28 al 29 de septiembre, la 1.ª Compañía del regimiento paraguayo RI-6 Boquerón, al mando del teniente Guggiari avanzó hasta los bordes de las posiciones bolivianas de Punta Brava. Los defensores bolivianos gritaron "no tiren más que vamos a salir firmes para rendirnos". El comando paraguayo ordenó desestimar esta propuesta y continuar los preparativos del ataque previsto para el amanecer.
Al amanecer del 29 de septiembre de 1932, después de un intercambio de disparos que duró media hora y terminó a las 06:00 horas, frente al regimiento RI-4 Curupayty, el capitán boliviano Antonio Salinas Crespo del RI-5 Campos y el suboficial Carlos Davila del RI-14 Florida salieron de sus posiciones portando banderas blancas. Frente al RI-6 Boquerón, los tenientes bolivianos Daniel Aguilar y René Miranda con 17 soldados hicieron lo mismo llevando un pedido de entrevista de Marzana. Los soldados paraguayos, con justa razón, creyeron que los soldados bolivianos se rendían; salieron simplemente de sus posiciones, ya a muy pocos metros de las trincheras enemigas, y sencillamente entraron caminando al fortín.
En La Paz, el 1.º de octubre, el gobierno boliviano, a quien se le ocultó la caída del fortín, envió un angustioso cifrado al general Quintanilla (Cif.247-552 11:50 horas):

Falta de noticias sobre la situación de Boquerón induce a opinión pública a dar crédito a comunicados paraguayos que describen la acción con detalles, dando lugar a manifestaciones. Atribuyen al Comando que trata de engañar al país, ocultando la verdadera situación, lo que podría ocasionar desórdenes similares a los que ya se iniciaron en Oruro. Urge enviar partes más frecuentes. Cifrado de Rivera a Quintanilla en (Vergara Vicuña, 1944, p. 331 vol. 2)

Dado que se había cortado toda comunicación con Marzana desde el día 22, el general Quintanilla envió el 1.º de octubre un avión de reconocimiento que informó que columnas de camiones paraguayos estaban saliendo de Boquerón rumbo a Isla Poí lo que indicaba que el fortín había caído en poder del enemigo.

## Conclusiones
Las pérdidas en hombres por ambas partes fueron importantes. El mayor paraguayo Antonio E. González y el historiador boliviano Querejazú Calvo coinciden en que el ejército boliviano tuvo 1000 muertos y que 466, 20 oficiales y 446 soldados, cayeron prisioneros. Por su parte el ejército paraguayo tuvo 2000 muertos para todo el mes de septiembre. Mazzacotte sostiene que 24 oficiales y 820 soldados bolivianos cayeron prisioneros en la batalla de Boquerón y que las bajas fueron de 1000 muertos. Atribuye la cifra de 1513 muertos, heridos o desaparecidos para el ejército paraguayo en el periodo de junio a septiembre. La sanidad del ejército paraguayo a su vez registra 1890 hombres como bajas para igual periodo debiendo descontarse 480 soldados, 6 prisioneros y 474 heridos, enviados a retaguardia.
La resistencia de Marzana fue ampliamente utilizada por la propaganda del comando boliviano para ocultar lo que desde el comienzo fue una derrota estratégica: la falta de preparación para enfrentar la sorpresiva ofensiva a gran escala del ejército paraguayo, que pese a sus deficiencias organizativas, de mando y logísticas, recién se frenaría cerca de Saavedra, en "Kilómetro 7", tres meses después. 
La caída de Boquerón, debido al ocultamiento de lo que verdaderamente sucedía en el frente, produjo una conmoción en el pueblo boliviano. Sorprendió a todos que tras el anuncio durante 20 días de victoriosos combates y una supuesta ofensiva en preparación, todo acabara en la abrupta rendición del destacamento Marzana, la caída sucesiva de varios fortines (Yujra, Lara, Ramírez y Castillo) y la desorganizada retirada del resto de las fuerzas bolivianas hacia Arce. 
La defensa de Boquerón y los repetidos ataques para romper el cerco y aprovisionarlo no obedeció a ninguna razón militar. Boqueron era un punto adelantado y aislado, ubicado a unos 8-12  km de los fortines bolivianos más cercanos, en una zona donde era difícil mantener una brecha abierta para el aprovisionamiento. Si el general Quintanilla hubiera asumido la responsabilidad de ordenar el abandono del fortín el día 19, decisión que maliciosamente Salamanca y Osorio descargaron sobre su espalda, quizás se hubieran salvado parte de las fuerzas de Marzana y de las que inútilmente se sacrificaron después para llevar recursos al fortín. Esas fuerzas, imprescindibles en ese momento, hubieran resistido con más posibilidades en la línea Yujra-Arce hasta la llegada de nuevos refuerzos. 

Boquerón fue el drama de la ilusión en su grado máximo. Ilusión de fuerzas que no existen, ilusión sobre la capacidad del adversario, ilusión sobre un Chaco que se desconoce, ilusión sobre la importancia de la intervención extranjera.[…]  ilusión de quedarse con Toledo, Corrales y Boquerón, [ilusión del] estacionamiento incomprensible y fatal de contingentes militares en la retaguardia […] en espera de alguna intervención que paralizaría las hostilidades. Luis Fernando Guachalla, historiador y embajador boliviano en el Paraguay en (Guachalla, 1978, p. 70-71)

José Félix Estigarribia fue ascendido a coronel, grado con el cual dirigiría a todo el ejército paraguayo en operaciones hasta septiembre de 1933.